# 陈训秋
陈训秋（1955年10月—），男，汉族，湖南沅江人，中华人民共和国政治人物。

## 生平
1977年2月至1978年4月任湖北省蒲圻县洪山公社党委组织干事。
1981年1月毕业于武汉师范学院咸宁分院。1981年1月起任共青团湖北省咸宁地委干部（其间：1982年5月至1982年7月在中央团校青年干部培训班学习）。1983年1月任共青团湖北省咸宁地委宣传部副部长。1984年1月任共青团湖北省咸宁地委副书记。1984年2月升任共青团湖北省委青农部部长。1985年，任共青团湖北省委副书记。1992年，升任书记。
1993年，起任湖北省体委主任。1996年，改任中共鄂州市委书记。1998年，任中共湖北省委常委，湖北省公安厅厅长。2002年10月，任中共武汉市委书记。
2006年4月，任中华人民共和国司法部副部长。2011年11月，任中央政法委副秘书长（兼）、中央社会管理综合治理委员会办公室主任（正部长级）。。
2019年，任中国法学会党组书记。